# For Girls Who Grow Plump in the Night
Albums de Caravan
Waterloo Lily
(1972) Caravan and the New Symphonia
(1974)
For Girls Who Grow Plump in the Night est le cinquième album studio du groupe de rock progressif britannique Caravan. Il est sorti en 1973 sur le label Deram Records.

## Histoire
Cet album marque le retour de David Sinclair aux claviers et l'arrivée de deux nouveaux membres : le bassiste John G. Perry, qui remplace Richard Sinclair, et l'altiste Geoff Richardson.

## Fiche technique

### Titres
Toutes les chansons sont écrites et composées par Pye Hastings, sauf la suite finale L'Auberge du Sanglier..., composée par Pye Hastings, John G. Perry et qui inclut la reprise d'une composition de Mike Ratledge : Backwards.
| 1. | Memory Lain, Hugh  | 5:00 |
| 2. | Headloss           | 4:19 |
| 3. | Hoedown            | 3:10 |
| 4. | Surprise, Surprise | 3:45 |
| 5. | C'thlu Thlu        | 6:10 |

| 6. | The Dog, the Dog, He's at It Again                                                                    | 5:53 |
| 7. | Be All Right / Chance of a Lifetime                                                                   | 6:38 |
| 8. | L'Auberge du Sanglier / A-Hunting We Shall Go / Pengola / Backwards / A-Hunting We Shall Go (Reprise) | 9:46 |

### Musiciens

#### Caravan
- Pye Hastings : guitares, chant
- David Sinclair : piano, orgue, piano électrique, synthétiseurs
- John G. Perry : basse, percussions, chant
- Geoff Richardson (en) : alto
- Richard Coughlan : batterie, percussions

#### Musiciens supplémentaires
- Paul Buckmaster : violoncelle électrique (7)
- Tony Coe : clarinette et saxophone ténor (1)
- Jimmy Hastings (en) : flûte (1)
- Rupert Hine : synthétiseur (1, 2, 6)
- Peter King : flûte et saxophone alto (1)
- Harry Klein : clarinette et saxophone baryton (1)
- Henry Lowther (en) : trompette (1)
- Jill Pryor : voix (5)
- Chris Pyne (en) : trombone (1)
- Frank Ricotti (en) : congas (2, 3, 5, 7)
- Barry Robinson : piccolo (1)
- Tom Whittle (en) : clarinette et saxophone ténor (1)